# 术其黌
其黌（1808年2月25日—？年），字雪堂，號墨泉，行一，山東省濟南府章邱縣人，清朝政治人物。

## 生平
民籍，縣學增生，咸豐辛亥恩科鄉試中式第80名，會試中式第246名，殿試三甲第一百二十名，朝考第三等第七十四名，欽點即用知縣籤掣四川，歷任四川省大竹縣、汶川縣知縣。